# Stetson Bennett
Stetson Fleming Bennett IV (Atlanta, 25 luglio 2001) è un giocatore di football americano statunitense che milita nel ruolo di quarterback per i Los Angeles Rams della National Football League (NFL). È uno dei soli tre quarterback della storia ad avere vinto due campionati NCAA consecutivi con A.J. McCarron e Tommy Frazier.

## Carriera universitaria

### Georgia
Bennett iniziò la sua carriera a Georgia come walk-on, cioè come studente senza borsa di studio. Quella stagione non disputò un solo snap e dopo che il quarterback Justin Fields, prospetto a cinque stelle, si iscrisse a Georgia per il 2018, Bennett decise di trasferirsi al Jones County Junior College.

### Jones College
Dopo il suo trasferimento, Bennett disputò 12 partite e lanciò 16 touchdown e 1.840 yard. Classificato come un prospetto a tre stelle per un eventuale trasferimento a fine anno, fu sul punto di passare ai Louisiana Ragin' Cajuns, ma finì per fare ritorno a Georgia. I Bulldogs erano alla ricerca di un quarterback di riserva dopo che Fields passò a Ohio State. Georgia offrì a Bennett una borsa di studio il quale accettò, divenendo il secondo quarterback nelle gerarchie della squadra.

### Ritorno a Georgia
Come riserva di Jake Fromm, Bennett passò due touchdown e un intercetto, oltre a una marcatura su corsa, nella sua stagione da junior. Scese in campo anche nella finale della Southeastern Conference (SEC) quando Fromm si infortunò a una caviglia.
Bennett iniziò la stagione 2020 come riserva di D'Wan Mathis. Mathis era stato nominato titolare dopo che Jamie Newman decise in di non scendere in campo in quella stagione per la pandemia di COVID-19. Dopo delle cattive prestazioni di Mathis, Bennett divenne titolare. Pochi mesi dopo, tuttavia, il nuovo arrivo da USC JT Daniels divenne titolare al suo posto. Bennett apparve in otto partite, giocando un numero significativo di minuti in sei di esse. Concluse con 1.179 yard passate, 8 touchdown, 6 intercetti e 2 marcature su corsa.

#### Stagione 2021

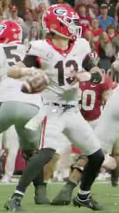
Bennett nel 2021

Bennett iniziò la sua quinta stagione come riserva di JT Daniels. La prima gara, come titolare, fu contro gli UAB Blazers dopo un infortunio di Daniels. In quella partita pareggiò il record dell'istituto con cinque passaggi da touchdown in una singola gara. Gli fu così affidato il ruolo di titolare per il resto della stagione, in cui guidò i Bulldogs a un record di 12-0 Concluse la stagione con 29 touchdown e 7 intercetti.
Il 4 dicembre 2021 Bennett lanciò 3 touchdown e 2 intercetti nella sconfitta per 41–24 nella finale della SEC contro Alabama Crimson Tide. Fu criticato per quella sconfitta, portando molti a ritenere che JT Daniels dovesse partire come titolare contro Michigan nell'Orange Bowl. Bennett tuttavia rimase il partente e condusse la sua squadra alla vittoria su Michigan per 34–11, passando 313 yard e 3 touchdown. Nella rivincita contro Alabama nella finale del campionato NCAA, Bennett portò i Bulldogs alla prima vittoria del titolo dal 1980. In quella partita passò 224 yard e 2 touchdown nel 33–18, venendo premiato come miglior giocatore della finale.

#### Stagione 2022

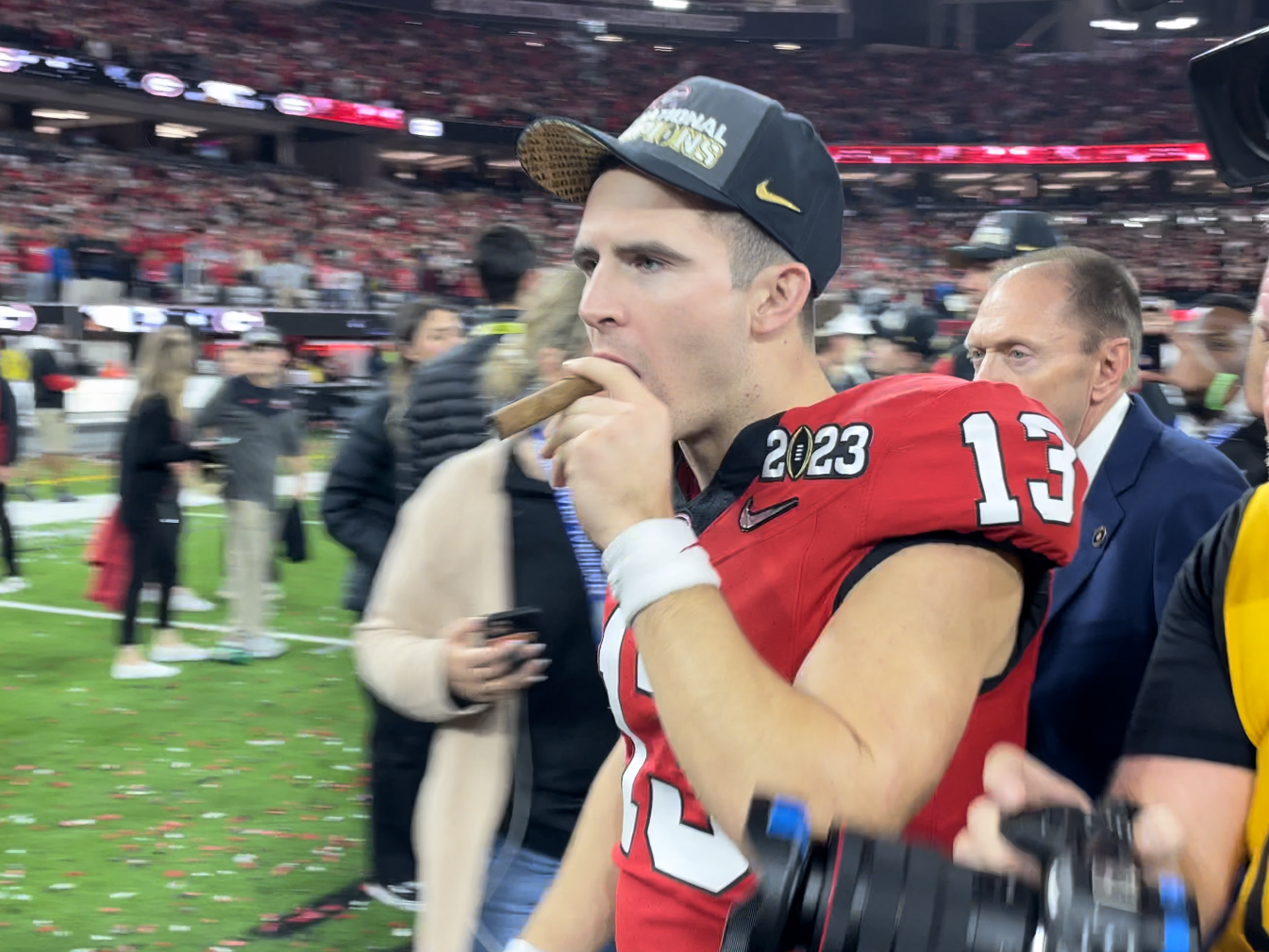
Bennett festeggia con un sigaro la vittoria del secondo campionato consecutivo

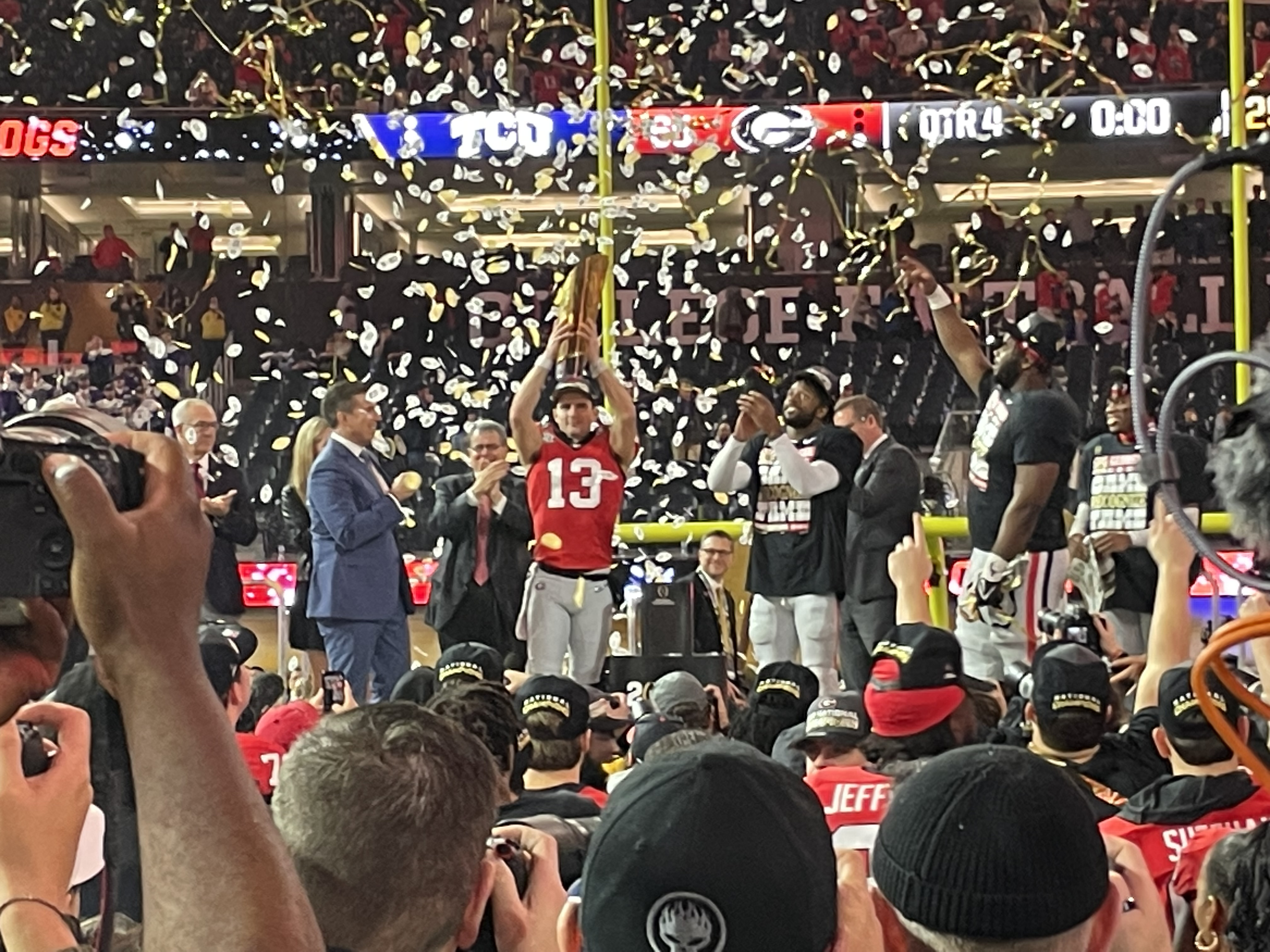
Bennett mentre alza il trofeo dopo la vittoria su TCU

Il 10 gennaio 2022, dieci giorni dopo la vittoria del titolo nazionale e tra voci di un suo possibile trasferimento, Bennett annunciò che avrebbe fatto ritorno a Georgia. Nella pre-stagione, il giornalista di ESPN Adam Rittenberg lo nominò un candidato all'Heisman Trophy.
Bennett iniziò la sua sesta stagione nel debutto contro Oregon, dove lanciò un primato in carriera di 368 yard, oltre a correre 3 touchdown, nella vittoria per 49–3. Per questa prestazione fu premiato come Walter Camp National Player of the Week e come Manning Award Quarterback of the Week. La settimana successiva passò 300 yard prima di venire sostituito dalla riserva Carson Beck nella vittoria per 33–0.
Georgia concluse la stagione regolare con un record di 13-0, inclusa la vittoria nella finale della SEC. In quella partita lanciò 274 yard e 4 touchdown, venendo premiato come miglior giocatore della gara, terminata per 50-30. Concluse la stagione con 20 touchdown passati, 3.425 yard passate, 6 intercetti subiti e 7 marcature su corsa. Il 5 dicembre 2022 fu nominato finalista dell'Heisman Trophy. Nella semifinale dei playoff i Bulldogs affrontarono Ohio State nel Peach Bowl. Georgia vinse per 42–41, qualificandosi per la seconda finale consecutiva.
Il 9 gennaio 2023 Bennett e i Bulldogs batterono TCU nella finale di campionato per 65–7. Il quarterback fu ancora nominato miglior giocatore offensivo della finale dopo avere concluso con sei touchdown tra passati e corsi. Pareggiò così il record di Joe Burrow per il maggior numero di touchdown in una finale di campionato. Con quella vittoria, Bennett guidò Georgia al più largo margine di vittoria in un bowl game a livello FBS e divenne il terzo college nella storia a finire una stagione con un record di 15–0.
Bennett chiuse l'annata passando 4.127 yard, un record stagionale di Georgia che superò quello di Aaron Murray del 2012, vincendo il Manning Award come miglior quarterback nel college football.

## Carriera professionistica
Bennett fu scelto nel corso del quarto giro (128º assoluto) del Draft NFL 2023 dai Los Angeles Rams.